# Antolín Alcaraz Viveros
Antolín Alcaraz Viveros (San Roque González, Paraguai, 30 de juliol del 1982) és un futbolista professional paraguaià que juga com a defensa central.
Ha estat jugador dels clubs Racing Club, ACF Fiorentina, Club Bruges, Wigan Athletic FC, Everton FC, UD Las Palmas o Libertad. Alcaraz, també juga per la selecció de Paraguai des del 2008 i disputà el Mundial de 2010.